# Гість з безодні
«Гість з безодні» («Зустріч через століття») — науково-фантастичний роман радянського письменника Георгія Мартинова, розпочатий в 1951 році і опублікований в 1961—1962 роках.

## Сюжет
Епіграфом до роману служать слова Горького: «Смерть є факт, який підлягає вивченню».
Радянський дипломат Дмитро Олександрович Волгін помирає в Парижі від невиліковної хвороби. Для того щоб перевести тіло на батьківщину, його поміщають у свинцеву труну. Внаслідок випадкової пожежі труна запаюється, і Волгіна ховають у ній.
Через вісімнадцять століть труну з добре збереженим тілом знаходять, і медики майбутнього вирішують оживити поховану в ній людину. Складний експеримент, якому передує всепланетна дискусії про етичність такої дії, вдається. Волгін живий і повністю вилікуваний, починає вивчати новий для нього світ.
На Землі давно подолані класові і національні протиріччя: побудовано комунізм, все людство єдине і говорить мовою, російська основа якої доповнена з допомогою інших європейських мов. Наука і техніка досягли захопливих успіхів: антигравітація, телепатичне управління технікою, продовження життя до кількох сотень років, повне освоєння Сонячної системи і вихід за її межі і т. д. Таким чином, світ майбутнього, описаний Мартиновим, досить звичайний для комуністичної утопії у радянській фантастиці того часу.
Однак не дуже звично для утопії вирішена тема взаємодії головного героя з новим світом. Його входження у світ майбутнього, описане Мартиновим з неабияким психологізмом, відбувається непросто. Попри те, що нащадки ставляться до нього з величезною повагою і турботою. Хоч Волгін і захоплюється навколишнім, але відчуває себе в цьому світі чужим. Він ясно бачить, що розумово і фізично поступається своїм нащадкам. Крім того, він сумує за світом свого першого життя, і йому не вистачає коханої дружини, яка загинула під час Великої Вітчизняної війни.
Трохи пізніше з космічних глибин повертається фотонний космоліт «Ленін» середини XXI століття з експедицією, надісланою для дослідження сусідніх з Сонячної зоряних систем. Члени експедиції пробули в дорозі вісім років, однак на Землі за той же самий час минуло майже вісімнадцять століть. Незважаючи на те, що космонавти не були сучасниками Волгіна, різниця між ними і Дмитром не настільки значна. Спілкування з ними трохи притуплює у героя почуття самотності. Згодом у Волгіна виникають взаємні почуття з однієї з космонавток — Марією Мельниковою.
Людство давно вже вступило в контакт з жителями планети Фаетон, яка була зруйнована, а її жителі переселилися в зоряну систему Веги (історія фаетонців описана в трилогії Мартинова «Зореплавуни»). Тепер фаетонці вирішили повернутися в Сонячну систему, використовуючи свою нову планету як засіб пересування. Людство допомагає їм у цьому, знищуючи пояс астероїдів між Марсом і Юпітером для того, щоб розчистити місце для нового будинку фаетонців. Один з кораблів, що займається цим розчищенням, випадково підриває склад палива, залишений жителями Фаетона. Вся команда корабля гине, а Волгіна, який перебував на кораблі як пасажир, вдається врятувати. Однак з'ясовується, що невідоме випромінювання фатально впливає на його організм. Єдина надія врятувати Волгіна — піддати його анабіозу на тисячу років, у розрахунку на те, що подібні пошкодження в майбутньому навчаться лікувати. Волгін без особливих вагань погоджується на цю процедуру, оскільки не задоволений своїм справжнім життям. Крім того, через тисячу років повинні повернутися на Землю космонавти «Леніна», які знову відлітають до однієї з відкритих ними планет. Разом з Дмитром в анабіоз занурюється і Люцій — вчений, який керував оживленням Дмитра і встиг полюбити його як власного сина.
Один з лейтмотивів романа, який потім повторюється Мартиновим в романах «Спіраль часу» та «Гіанея» — думка про належність людини до свого часу.

## Історія написання й відгуки критиків
Мартинов почав писати «Гість з безодні» — свій перший роман — в 1951 році. Біографи творчості письменника А.с Балабуха і А.с Бритиков писали, що, якби роман вийшов 1950-х роках, він став би в один ряд з утопією «Туманністю Андромеди» В. А. Єфремова. Однак Мартинов з невідомих причин відклав книгу і повернувся до неї лише через 10 років. Роман був опублікований у журнальному варіанті (під заголовком «Зустріч через століття») в 1961 році, а наступного року вийшов окремою книгою.
У передмові до роману Мартинов писав:

Роман «Гість з безодні» був задуманий і початий в 1951 році. Я тоді був переконаний, що описувані в романі досягнення науки і техніки — справа далекого майбутнього, і тому переніс дію на дві тисячі років вперед. Життя довело, що я був неправий. І тепер я так само щиро переконаний, що наука й техніка значно раніше досягнуть набагато більшого, ніж я описав. Але змінювати час дії роману здається мені недоцільним головним чином через «фаетонську» лінію сюжету. Нехай все залишається так. Читач сам зуміє побачити в описуваних подіях контури не настільки віддаленого майбутнього.

## Публікації роману
- «Мартинов Р.» Зустріч через століття: Глави з роману (скор.) /Рис. Ст. Немухина, Ст. Чернецова. // Шукач, № 2, 1961, С. 6-63.
- «Мартинов Р.» Зустріч через століття: Уривок з фантастичного роману /Рис. Е. Скуиня. // Наука і техніка, № 12, 1961 — № 1-2, 1962
- «Мартинов Р.» Зустріч через століття: Науково-фантастичний роман. Частини 1-3 /Рис. Р. Новожилова, А. Бабановского. // Зміна, № 17-24, 1961 — № 4-8, 1962.
- Мартинов Р. Гість з безодні: Науково-фантастичний роман /Рис. А. Говорковского; Оформл. О. Маслакова. — Л. : Леніздат, 1962. — 420 с. — 115000 прим. — ISBN ааа.
- «Мартинов Р.» Гість з безодні // Мартинов Р. Спіраль часу. Гість з безодні. — АСТ, 2002. — 768 с. — 7000 примірників — ISBN 5-17-014397-4